# لوسيان ميتومو
لوسين ميتومو (بالفرنسية: Lucien Mettomo)‏، من مواليد 19 ابريل 1977 في دوالا في الكاميرون، لاعب كرة قدم كاميروني.
لعب مع عدة أندية مثل نادي كايزرسلوترن 1.أف سي الألماني ونادي مانشستر سيتي الإنجليزي، وهو يلعب حاليا مع نادي لوزيرن السويسري.
و قد لعب مع منتخب الكاميرون لكرة القدم.

## روابط خارجية
- لوسيان ميتومو على موقع الاتحاد الدولي (مؤرشف)  (الإنجليزية)
- لوسيان ميتومو على موقع اتحاد تركيا (لاعب) (الإنجليزية)
- لوسيان ميتومو على موقع قاعدة بيانات كرة القدم.إي يو (الإنجليزية)
- لوسيان ميتومو على موقع ناشيونال فوتبول تيمز (الإنجليزية)
- لوسيان ميتومو على موقع Soccerbase.com (لاعب) (الإنجليزية)
- لوسيان ميتومو على موقع Soccerway.com (الإنجليزية)
- لوسيان ميتومو على موقع عالم كرة القدم.نت (الإنجليزية)
- لوسيان ميتومو على موقع كووورة